# DGC Records
DGC Records é uma gravadora dos Estados Unidos.